# Aglaonice (krater)
Aglaonice är en nedslagskrater med en diameter på ungefär 63 kilometer, på planeten Venus. Aglaonice har fått sitt namn efter astronomen Aglaonike.